# Potenza Calcio 2020-2021
Questa voce raccoglie le informazioni riguardanti il Potenza Calcio nelle competizioni ufficiali della stagione 2020-2021.

## Stagione
La stagione inizia con alcune incertezze a livello societario, dato che durante l'estate del 2020 la dirigenza del club pensa di abbandonare il progetto sportivo a causa delle difficoltà presenti in quel momento: la mancata vittoria dei play-off nella stagione appena conclusa, l'emergenza sanitaria dovuta alla pandemia di COVID-19, l'elevata età media dei giocatori. Tuttavia i tre soci proprietari decidono infine di proseguire con una rinnovata politica di gestione, puntando soprattutto sulla valorizzazione di giovani promesse invece che su calciatori già affermati, al fine di garantire a lungo termine la sostenibilità economica della società. Vengono quindi ceduti i giocatori più esperti che avevano costituito l'ossatura della squadra nelle due stagioni precedenti, come Emerson, Giosa, Dettori, Ioime, Murano e soprattutto il capitano e trascinatore Carlos França, mentre la guida tecnica viene affidata all'esperto Mario Somma, con l'obiettivo di gestire efficacemente il ricambio generazionale della rosa. Tuttavia l'inizio della stagione non positivo per i Rossoblù, con l'eliminazione al primo turno di Coppa Italia e una sola vittoria rimediata nelle prime sette partite disputate in campionato, costa l'esonero a Somma al termine dell'ottava giornata, che viene sostituito dal tecnico Ezio Capuano. La crisi di risultati però non si arresta neanche dopo il cambio del tecnico e la società prova a migliorare la qualità della rosa durante il mercato invernale con diversi acquisti e cessioni, tra cui spicca l'arrivo dell'esperto attaccante Fabio Mazzeo. Nel girone di ritorno però, con un bilancio complessivo di 14 partite in cui il Potenza ottiene solo 3 vittorie e 2 pareggi a fronte di 9 sconfitte, a seguito del match contro la Casertana della ventitreesima giornata anche Capuano viene esonerato, lasciando il posto a Fabio Gallo, che porta con sé anche alcuni nuovi membri dello staff, tra cui Giacomo Ferrari come allenatore in seconda. Il Potenza guidato da Gallo riesce ad ottenere la vittoria in casa del Bari alla ventinovesima giornata, impresa mai riuscita nella storia del club rossoblù. A due giornate dal termine del campionato la squadra consegue infine la permanenza matematica in categoria con una vittoria in casa sul Monopoli.

## Divise e sponsor
Nel mese di agosto 2020 la società indisse un concorso dedicato ai bambini tifosi del Potenza Calcio per determinare il disegno di una delle tre maglie ufficiali da gara per la stagione 2020-2021. Il concorso si chiuse il 28 agosto. Lo sponsor tecnico ed il main sponsor sono in questa stagione, come nelle due precedenti, rispettivamente Erreà e la BCC Basilicata.

## Organigramma Societario
Di seguito sono riportati i membri dello staff del Potenza Calcio nella stagione 2020-2021.
Area direttiva
- Presidente: Salvatore Caiata
- Vicepresidente: Maurizio Fontana
- Vicepresidente: Antonio Iovino
- Amministratore Delegato: Daniele Flammia
- Direttore generale: Manuel Scalese
- Amministrazione finanze e controllo: Vincenzo Summa
- Responsabile marketing e comunicazione: Valentina Rubinetti
- Responsabile Ufficio Stampa e Comunicazione: Giovanni Caporale
- Delegato per la sicurezza: Giacinto Orlando Formoso
- Vice delegato alla sicurezza: Claudio Formoso
- Supporter Liaison Officer: Cristiano Laviero
- Graphic designer: Mario Garramone
- Responsabile servizio prevenzione e protezione: Fabrizio Cerverizzo
- Responsabile ticketing: Carolina Barone
- Segreteria: Carolina Barone
- Segretario generale: Giovanni Fusco
- Dirigente accompagnatore: Francesco Pascarelli
- Responsabile settore giovanile: Pasquale Arleo
- Addetto agli arbitri: Marco Musolino

Area tecnica
- Responsabile tecnico prima squadra: Mario Somma, poi Ezio Capuano (dalla 9ª giornata), poi Fabio Gallo (dalla 23ª giornata)
- Allenatore in seconda: Alberigo Volini, poi Giacomo Ferrari (dalla 23ª giornata)
- Collaboratore tecnico e match analyst: Lorenzo Giunta (dalla 23ª giornata)
- Preparatore dei portieri: Giuseppe Catalano
- Preparatore atletico: Luigi Romano
- Preparatore atletico: Massimiliano Botto (dalla 23ª giornata)
- Preparatore atletico e riatletizzatore: Andrea Santarsiero
- Collaboratore staff: Francesco Trimarchi
- Team manager: Giuseppe Lolaico
- Responsabile settore giovanile: Pasquale Arleo
- Dirigente accompagnatore: Pietro Polino
- Dirigente accompagnatore: Luigi Garofalo
- Addetto agli arbitri: Marco Musolino
- Responsabile Berretti: Mario Sinisgalli
- Allenatore Berretti: Giuseppe Cirone
- Vice allenatore Berretti: Massimo Sabia
- Preparatore portieri Berretti: Nicola Guma

Area sanitaria
- Responsabile sanitario: Francesco Miele
- Infermiere: Donato Vaccaro
- Medico sociale: Lorenzo Passarelli
- Medico sociale: Francesco Pinto
- Medico sociale: Antonio Sacco
- Medico sociale: Giuseppe Adurno
- Responsabile fisioterapisti: Sabino Carovigno
- Fisioterapista: Alessandro Pesce
- Fisioterapista: Federico Sabia
- Massaggiatore riatletizzatore: Ivano Radice
- Nutrizionista: Stefano Gallo

## Rosa
Di seguito è riportata la rosa del Potenza Calcio nella stagione 2020-2021.
| N. |                    | Ruolo | Calciatore                   |
| -- | ------------------ | ----- | ---------------------------- |
| 1  | Italia (bandiera)  | P     | Alessandro Santopadre        |
| 2  | Italia (bandiera)  | C     | Orlando Viteritti            |
| 2  | Italia (bandiera)  | D     | Mario Noce                   |
| 3  | Italia (bandiera)  | D     | Ciro Panico                  |
| 4  | Italia (bandiera)  | C     | Mattia Sandri                |
| 5  | Italia (bandiera)  | D     | Carlo Romei                  |
| 6  | Italia (bandiera)  | D     | Diego Conson                 |
| 7  | Italia (bandiera)  | C     | Giuseppe Coccia              |
| 8  | Brasile (bandiera) | C     | Álvaro Iuliano               |
| 9  | Italia (bandiera)  | A     | Pietro Cianci                |
| 9  | Italia (bandiera)  | A     | Niccolò Romero               |
| 10 | Italia (bandiera)  | C     | Manuel Ricci (vice capitano) |
| 11 | Italia (bandiera)  | C     | Mattia Compagnon             |
| 11 | Italia (bandiera)  | A     | Fabio Mazzeo                 |
| 12 | Italia (bandiera)  | P     | Andrea Brescia               |
| 13 | Italia (bandiera)  | A     | Pasquale Lauro               |
| 14 | Italia (bandiera)  | A     | Federico Iacullo             |
| 15 | Romania (bandiera) | D     | Deian Boldor                 |
| 15 | Italia (bandiera)  | D     | Nicolò Gigli                 |

| N. |                        | Ruolo | Calciatore                |
| -- | ---------------------- | ----- | ------------------------- |
| 16 | Francia (bandiera)     | A     | Alain Baclet              |
| 17 | Italia (bandiera)      | A     | Francesco Salvemini       |
| 18 | Italia (bandiera)      | C     | Enrico Zampa              |
| 19 | Stati Uniti (bandiera) | C     | Michael Gennaro Nigro     |
| 20 | Italia (bandiera)      | C     | Tommaso Alejandro Fontana |
| 21 | Italia (bandiera)      | C     | Lorenzo Di Livio          |
| 22 | Italia (bandiera)      | P     | Gabriele Marchegiani      |
| 23 | Italia (bandiera)      | C     | Mario Coppola (capitano)  |
| 24 | Italia (bandiera)      | A     | Giovanni Volpe            |
| 26 | Italia (bandiera)      | D     | Vincenzo Di Somma         |
| 27 | Italia (bandiera)      | D     | Jonathan Spedalieri       |
| 28 | Italia (bandiera)      | A     | Fabio Lorusso             |
| 30 | Portogallo (bandiera)  | C     | Diogo Pinto               |
| 30 | Italia (bandiera)      | C     | Michele Bruzzo            |
| 31 | Italia (bandiera)      | P     | Richard Marcone           |
| 32 | Italia (bandiera)      | C     | Rosario Bucolo            |
| 33 | Uruguay (bandiera)     | D     | Antonio Sepe              |
| 34 | Italia (bandiera)      | A     | Davide Cavaliere          |

## Calciomercato

### Operazioni precedenti alla sessione estiva
| Acquisti | Acquisti                  | Acquisti      | Acquisti      |
| R.       | Nome                      | da            | Modalità      |
| -------- | ------------------------- | ------------- | ------------- |
| D        | Diego Conson              | Carrarese     | definitivo    |
| D        | Luca Di Modugno           | Gravina       | fine prestito |
| C        | Tommaso Alejandro Fontana | Team Altamura | fine prestito |
| C        | Mattia Sandri             | Torino        | definitivo    |
| C        | Enrico Zampa              | Monopoli      | definitivo    |
| C        | Michael Gennaro Nigro     | Roma          | definitivo    |
| A        | Fabio Lorusso             | Gelbison      | fine prestito |
| A        | Amil Gassama              | Gragnano      | fine prestito |
| A        | Alain Baclet              | Reggina       | definitivo    |
| A        | Francesco Salvemini       | Monopoli      | fine prestito |

| Cessioni | Cessioni             | Cessioni   | Cessioni      |
| R.       | Nome                 | a          | Modalità      |
| -------- | -------------------- | ---------- | ------------- |
| P        | Raffaele Ioime       | Triestina  | svincolato    |
| D        | Simone Sales         | Monopoli   | svincolato    |
| D        | Emerson Ramos Borges | Olbia      | svincolato    |
| D        | Antonio Giosa        | Monopoli   | svincolato    |
| C        | Francesco Dettori    | AZ Picerno | svincolato    |
| C        | Santo D'Angelo       | Livorno    | fine prestito |
| A        | Francesco Golfo      | Parma      | fine prestito |
| A        | Antonio Isgrò        |            | svincolato    |
| A        | Carlos França        | Seregno    | svincolato    |
| A        | Sebastiano Longo     | Parma      | fine prestito |

### Sessione estiva(dal 1/9 al 5/10)
| Acquisti | Acquisti             | Acquisti   | Acquisti   |
| R.       | Nome                 | da         | Modalità   |
| -------- | -------------------- | ---------- | ---------- |
| P        | Gabriele Marchegiani | Novara     | definitivo |
| D        | Jonathan Spedalieri  | Fiorentina | prestito   |
| D        | Deian Boldor         |            | definitivo |
| D        | Carlo Romei          | Sampdoria  | prestito   |
| C        | Mattia Compagnon     | Udinese    | prestito   |
| C        | Lorenzo Di Livio     | Catanzaro  | definitivo |
| C        | Diogo Costa Pinto    | Ascoli     | prestito   |
| A        | Pietro Cianci        | Teramo     | prestito   |

| Cessioni | Cessioni        | Cessioni           | Cessioni   |
| R.       | Nome            | a                  | Modalità   |
| -------- | --------------- | ------------------ | ---------- |
| D        | Luca Di Modugno | Virtus Francavilla | svincolato |
| D        | Antonio Sepe    |                    | svincolato |
| D        | Luigi Silvestri | Avellino           | definitivo |
| C        | Felice Grande   | Agropoli           | definitivo |
| A        | Talla Souare    |                    | svincolato |
| A        | Jacopo Murano   | Perugia            | definitivo |
| A        | Amil Gassama    |                    | svincolato |

### Operazioni tra la sessione estiva e quella invernale
| Acquisti | Acquisti        | Acquisti  | Acquisti   |
| R.       | Nome            | da        | Modalità   |
| -------- | --------------- | --------- | ---------- |
| P        | Richard Marcone |           | definitivo |
| A        | Pasquale Lauro  | Frosinone | definitivo |

| Cessioni | Cessioni     | Cessioni | Cessioni   |
| R.       | Nome         | a        | Modalità   |
| -------- | ------------ | -------- | ---------- |
| D        | Deian Boldor |          | svincolato |

### Sessione invernale(dal 4/1 al 1/2)
| Acquisti | Acquisti         | Acquisti | Acquisti                         |
| R.       | Nome             | da       | Modalità                         |
| -------- | ---------------- | -------- | -------------------------------- |
| D        | Nicolò Gigli     | Südtirol | definitivo                       |
| D        | Mario Noce       | Catania  | prestito                         |
| D        | Antonio Sepe     | Nardò    | definitivo                       |
| C        | Rosario Bucolo   | Acireale | definitivo                       |
| C        | Michele Bruzzo   | Avellino | definitivo                       |
| A        | Davide Cavaliere | Fasano   | definitivo                       |
| A        | Niccolò Romero   | Bari     | prestito con obbligo di riscatto |
| A        | Fabio Mazzeo     |          | definitivo                       |

| Cessioni | Cessioni            | Cessioni  | Cessioni                         |
| R.       | Nome                | a         | Modalità                         |
| -------- | ------------------- | --------- | -------------------------------- |
| D        | Jonathan Spedalieri | Napoli    | definitivo                       |
| D        | Carlo Romei         | Sampdoria | fine prestito                    |
| C        | Diogo Costa Pinto   | Ascoli    | fine prestito                    |
| C        | Orlando Viteritti   | Monopoli  | prestito                         |
| C        | Álvaro Iuliano      | Monopoli  | prestito con diritto di riscatto |
| C        | Mattia Compagnon    | Udinese   | fine prestito                    |
| A        | Pietro Cianci       | Teramo    | fine prestito                    |

### Operazioni successive alla sessione invernale
| Acquisti | Acquisti | Acquisti | Acquisti |
| R.       | Nome     | da       | Modalità |
| -------- | -------- | -------- | -------- |

| Cessioni | Cessioni             | Cessioni | Cessioni   |
| R.       | Nome                 | a        | Modalità   |
| -------- | -------------------- | -------- | ---------- |
| P        | Gabriele Marchegiani |          | svincolato |

## Risultati

### Serie C

#### Girone di andata
| Arbitro: | D'Ascanio (Ancona) |

|                        |           |                    |
| Volpe 1’ Salvemini 26’ | Marcatori | 74’ (rig.) Carlini |

| Arbitro: | Bitonti (Bologna) |

|              |           |  |
| Luperini 86’ | Marcatori |  |

| Arbitro: | Galipò (Firenze) |

|                             |           |                         |
| Salvemini 28’ Viteritti 42’ | Marcatori | 31’ Carillo 65’ Cuppone |

| Arbitro: | Di Cairano (Ariano Irpino) |

|                               |           |  |
| Germinio 44’ Dell'Agnello 73’ | Marcatori |  |

| Arbitro: | Zufferli (Udine) |

|                                             |           |  |
| Partipilo 15’ Boben 41’ Falletti 87’ (rig.) | Marcatori |  |

| Arbitro: | Carrione (Castellammare di Stabia) |

|            |           |              |
| Cianci 33’ | Marcatori | 68’ Pinzauti |

| Arbitro: | Ricci (Firenze) |

|                               |           |            |
| Nunzella 56’ Mastropietro 62’ | Marcatori | 29’ Cianci |

| Arbitro: | Di Graci (Como) |

|                                         |           |                                          |
| Cianci 25’, 41’ Di Somma 37’ Baclet 81’ | Marcatori | 11’ Russotto 60’, 65’ Senesi 67’ De Rosa |

| Arbitro: | Natilla (Molfetta) |

|  |           |                        |
|  | Marcatori | 55’, 76’ (rig.) Cianci |

| Arbitro: | Marini (Trieste) |

|                   |           |                                        |
| Cianci 62’ (rig.) | Marcatori | 43’, 49’ Marras 54’ Ciofani 72’ Simeri |

| Arbitro: | Pashuku (Albano Laziale) |

|           |           |  |
| Ambro 86’ | Marcatori |  |

| Arbitro: | Marcenaro (Genova) |

|  |           |             |
|  | Marcatori | 69’ Maniero |

| Arbitro: | Scatena (Avezzano) |

|             |           |                   |
| Mansour 66’ | Marcatori | 10’ (rig.) Cianci |

| Arbitro: | Virgilio (Trapani) |

|                 |           |                                 |
| Cianci 15’, 41’ | Marcatori | 51’, 56’ Mbende 90+4’ Simonelli |

| Arbitro: | Cudini (Fermo) |

|                       |           |  |
| Orlando 32’ Bubas 78’ | Marcatori |  |

| Arbitro: | Tremolada (Monza) |

|  |           |           |
|  | Marcatori | 84’ Sarao |

| Arbitro: | Gualtieri (Asti) |

|  |           |               |
|  | Marcatori | 15’ Compagnon |

| Arbitro: | Di Marco (Ciampino) |

|          |           |  |
| Ricci 5’ | Marcatori |  |

| 17 gennaio 2021 19ª giornata - Turno di riposo |  | – |  |  |

#### Girone di ritorno
| Arbitro: | Monaldi (Macerata) |

|               |           |  |
| Curiale 90+4’ | Marcatori |  |

| Potenza 30 gennaio 2021, ore 12:30 CET 21ª giornata | Potenza                            | 0 – 0 referto | Palermo | Stadio Alfredo Viviani (0 spett.)\| Arbitro: \| Carrione (Castellammare di Stabia) \| |
| Arbitro:                                            | Carrione (Castellammare di Stabia) |               |         |                                                                                       |

| Arbitro: | Ubaldi (Roma) |

|           |           |  |
| Rosso 21’ | Marcatori |  |

| Arbitro: | Perenzoni (Rovereto) |

|  |           |              |
|  | Marcatori | 8’ Del Prete |

| Arbitro: | Miele (Nola) |

|  |           |                         |
|  | Marcatori | 40’ Furlan 75’ Falletti |

| Arbitro: | Acanfora (Castellammare di Stabia) |

|            |           |                           |
| Bombagi 7’ | Marcatori | 10’, 32’ Romero 77’ Ricci |

| Potenza 21 febbraio 2021, ore 15:00 CET 26ª giornata | Potenza       | 0 – 0 referto | Virtus Francavilla | Stadio Alfredo Viviani (0 spett.)\| Arbitro: \| Longo (Paola) \| |
| Arbitro:                                             | Longo (Paola) |               |                    |                                                                  |

| Arbitro: | Natilla (Molfetta) |

|  |           |                           |
|  | Marcatori | 35’ Romero 84’ Salvermini |

| Arbitro: | Colombo (Como) |

|                              |           |            |
| Baclet 31’ (rig.) Sandri 69’ | Marcatori | 69’ Romano |

| Arbitro: | Di Graci (Como) |

|  |           |                        |
|  | Marcatori | 11’ (rig.), 34’ Baclet |

| Arbitro: | Gualtieri (Asti) |

|                                          |           |                                    |
| Baclet 30’ (rig.) Mahrous 75’ (autogoal) | Marcatori | 58’ (rig.) Parigi 90+1’ La Ragione |

| Arbitro: | Maranesi (Ciampino) |

|                                                 |           |           |
| Tito 33’ Maniero 48’ (rig.) D'Angelo 63’ (rig.) | Marcatori | 76’ Volpe |

| Arbitro: | Feliciani (Teramo) |

|                        |           |            |
| Sepe 15’ Salvemini 87’ | Marcatori | 57’ Makota |

| Arbitro: | Maggio (Lodi) |

|                             |           |                          |
| Murilo 2’ Baschirotto 90+4’ | Marcatori | 47’ Romero 77’ Salvemini |

| Arbitro: | Zufferli (Udine) |

|  |           |                         |
|  | Marcatori | 22’ Marotta 34’ Orlando |

| Arbitro: | Angelucci (Foligno) |

|                                                          |           |                      |
| Di Piazza 21’, 56’ Calapai 45’ Russotto 68’ Zanchi 90+2’ | Marcatori | 2’ Baclet 59’ Sandri |

| Arbitro: | Pashuku (Albano Laziale) |

|                      |           |                |
| Gigli 21’ Romero 24’ | Marcatori | 54’ Mercadante |

| Pagani 25 aprile 2021, ore 17:30 CEST 37ª giornata | Paganese       | 0 – 0 referto | Potenza | Stadio Marcello Torre (0 spett.)\| Arbitro: \| Luciani (Roma) \| |
| Arbitro:                                           | Luciani (Roma) |               |         |                                                                  |

| 2 maggio 2021 38ª giornata - Turno di riposo |  | – |  |  |

### Coppa Italia

#### Primo turno
| Arbitro: | Illuzzi (Molfetta) |

|  |           |                             |
|  | Marcatori | 19’ Maracchi 28’ Di Massimo |

## Statistiche

### Statistiche di squadra
Statistiche aggiornate al 25 aprile 2021
| Competizione | Punti       | In casa | In casa | In casa | In casa | In casa | In casa | In trasferta | In trasferta | In trasferta | In trasferta | In trasferta | In trasferta | Totale | Totale | Totale | Totale | Totale | Totale | DR  |
| Competizione | Punti       | G       | V       | N       | P       | Gf      | Gs      | G            | V            | N            | P            | Gf           | Gs           | G      | V      | N      | P      | Gf     | Gs     | DR  |
| ------------ | ----------- | ------- | ------- | ------- | ------- | ------- | ------- | ------------ | ------------ | ------------ | ------------ | ------------ | ------------ | ------ | ------ | ------ | ------ | ------ | ------ | --- |
| Serie C      | 39          | 18      | 5       | 6       | 7       | 21      | 27      | 18           | 5            | 3            | 10           | 17           | 25           | 36     | 10     | 9      | 17     | 38     | 52     | -14 |
| Coppa Italia | Primo turno | 1       | 0       | 0       | 1       | 0       | 2       | 0            | 0            | 0            | 0            | 0            | 0            | 1      | 0      | 0      | 1      | 0      | 2      | -2  |
| Totale       | 39          | 19      | 5       | 6       | 8       | 21      | 29      | 18           | 5            | 3            | 10           | 17           | 25           | 37     | 10     | 9      | 18     | 38     | 54     | -16 |

### Andamento in campionato
| Giornata  | 1 | 2 | 3 | 4  | 5  | 6  | 7  | 8  | 9  | 10 | 11 | 12 | 13 | 14 | 15 | 16 | 17 | 18 | 19 | 20 | 21 | 22 | 23 | 24 | 25 | 26 | 27 | 28 | 29 | 30 | 31 | 32 | 33 | 34 | 35 | 36 | 37 | 38 |
| --------- | - | - | - | -- | -- | -- | -- | -- | -- | -- | -- | -- | -- | -- | -- | -- | -- | -- | -- | -- | -- | -- | -- | -- | -- | -- | -- | -- | -- | -- | -- | -- | -- | -- | -- | -- | -- | -- |
| Luogo     | C | T | C | T  | T  | C  | T  | C  | T  | C  | T  | C  | T  | C  | T  | C  | T  | C  | -  | T  | C  | T  | C  | C  | T  | C  | T  | C  | T  | C  | T  | C  | T  | C  | T  | C  | T  | -  |
| Risultato | V | P | N | P  | P  | N  | P  | N  | V  | P  | P  | P  | N  | P  | P  | P  | V  | V  | -  | P  | N  | P  | P  | P  | V  | N  | V  | V  | V  | N  | P  | V  | N  | P  | P  | V  | N  | -  |
| Posizione | 4 | 8 | 7 | 12 | 16 | 14 | 17 | 16 | 11 | 14 | 15 | 16 | 16 | 18 | 18 | 18 | 16 | 14 | 16 | 16 | 16 | 16 | 17 | 18 | 16 | 17 | 16 | 15 | 15 | 13 | 15 | 14 | 12 | 13 | 14 | 14 | 13 | 13 |

Fonte:  Serie C - Girone C, su calcio.com.
Legenda:

Luogo: C = Casa; T = Trasferta. Risultato: V = Vittoria; N = Pareggio; P = Sconfitta.

### Statistiche dei giocatori
Sono in corsivo i calciatori che hanno lasciato la società a stagione in corso.
| Giocatore      | Serie C  | Serie C | Serie C     | Serie C    | Coppa Italia | Coppa Italia | Coppa Italia | Coppa Italia | Totale   | Totale | Totale      | Totale     |
| Giocatore      | Presenze | Reti    | Ammonizioni | Espulsioni | Presenze     | Reti         | Ammonizioni  | Espulsioni   | Presenze | Reti   | Ammonizioni | Espulsioni |
| -------------- | -------- | ------- | ----------- | ---------- | ------------ | ------------ | ------------ | ------------ | -------- | ------ | ----------- | ---------- |
| A. Baclet      | 16       | 6       | 2           | 0          | 1            | 0            | 0            | 0            | 17       | 6      | 2           | 0          |
| A. Brescia     | 3        | -4      | 1           | 0          | 0            | 0            | 0            | 0            | 3        | -4     | 1           | 0          |
| D. Boldor      | 13       | 0       | 2           | 0          | 0            | 0            | 0            | 0            | 13       | 0      | 2           | 0          |
| M. Bruzzo      | 11       | 0       | 1           | 0          | 0            | 0            | 0            | 0            | 11       | 0      | 1           | 0          |
| R. Bucolo      | 17       | 0       | 3           | 0          | 0            | 0            | 0            | 0            | 17       | 0      | 3           | 0          |
| D. Cavaliere   | 2        | 0       | 0           | 0          | 0            | 0            | 0            | 0            | 2        | 0      | 0           | 0          |
| P. Cianci      | 18       | 10      | 7           | 0          | 0            | 0            | 0            | 0            | 18       | 10     | 7           | 0          |
| G. Coccia      | 35       | 0       | 2           | 0          | 1            | 0            | 0            | 0            | 36       | 0      | 2           | 0          |
| M. Compagnon   | 12       | 1       | 0           | 0          | 1            | 0            | 0            | 0            | 13       | 1      | 0           | 0          |
| D. Conson      | 30       | 0       | 10          | 1          | 1            | 0            | 0            | 0            | 31       | 0      | 10          | 1          |
| M. Coppola     | 29       | 0       | 7           | 1          | 1            | 0            | 0            | 0            | 30       | 0      | 7           | 1          |
| L. Di Livio    | 27       | 0       | 8           | 0          | 1            | 0            | 0            | 0            | 28       | 0      | 8           | 0          |
| V. Di Somma    | 19       | 1       | 2           | 0          | 0            | 0            | 0            | 0            | 19       | 1      | 2           | 0          |
| T. Fontana     | 7        | 0       | 0           | 0          | 0            | 0            | 0            | 0            | 7        | 0      | 0           | 0          |
| N. Gigli       | 19       | 1       | 4           | 0          | 0            | 0            | 0            | 0            | 19       | 1      | 4           | 0          |
| F. Iacullo     | 2        | 0       | 0           | 0          | 0            | 0            | 0            | 0            | 2        | 0      | 0           | 0          |
| A. Iuliano     | 14       | 0       | 2           | 0          | 1            | 0            | 1            | 0            | 15       | 0      | 3           | 0          |
| P. Lauro       | 1        | 0       | 0           | 0          | 0            | 0            | 0            | 0            | 1        | 0      | 0           | 0          |
| F. Lorusso     | 0        | 0       | 0           | 0          | 0            | 0            | 0            | 0            | 0        | 0      | 0           | 0          |
| G. Marchegiani | 7        | -16     | 0           | 0          | 0            | 0            | 0            | 0            | 7        | -16    | 0           | 0          |
| R. Marcone     | 26       | -32     | 3           | 0          | 0            | 0            | 0            | 0            | 26       | -32    | 3           | 0          |
| F. Mazzeo      | 13       | 0       | 0           | 0          | 0            | 0            | 0            | 0            | 13       | 0      | 0           | 0          |
| M. Nigro       | 14       | 0       | 1           | 1          | 1            | 0            | 0            | 0            | 15       | 0      | 1           | 1          |
| M. Noce        | 4        | 0       | 0           | 0          | 0            | 0            | 0            | 0            | 4        | 0      | 0           | 0          |
| C. Panico      | 24       | 0       | 8           | 0          | 1            | 0            | 0            | 0            | 25       | 0      | 8           | 0          |
| D. Pinto       | 2        | 0       | 0           | 0          | 0            | 0            | 0            | 0            | 2        | 0      | 0           | 0          |
| M. Ricci       | 32       | 2       | 6           | 1          | 1            | 0            | 0            | 0            | 33       | 2      | 6           | 1          |
| C. Romei       | 1        | 0       | 0           | 0          | 0            | 0            | 0            | 0            | 1        | 0      | 0           | 0          |
| N. Romero      | 13       | 5       | 0           | 0          | 0            | 0            | 0            | 0            | 13       | 5      | 0           | 0          |
| F. Salvemini   | 24       | 5       | 4           | 1          | 1            | 0            | 0            | 0            | 25       | 5      | 4           | 1          |
| M. Sandri      | 25       | 2       | 6           | 0          | 1            | 0            | 0            | 0            | 26       | 2      | 6           | 0          |
| A. Santopadre  | 0        | 0       | 0           | 0          | 1            | -2           | 0            | 0            | 1        | -2     | 0           | 0          |
| A. Sepe        | 10       | 1       | 3           | 2          | 0            | 0            | 0            | 0            | 10       | 1      | 3           | 2          |
| J. Spedalieri  | 3        | 0       | 1           | 0          | 1            | 0            | 0            | 0            | 4        | 0      | 1           | 0          |
| O. Viteritti   | 15       | 1       | 3           | 0          | 0            | 0            | 0            | 0            | 15       | 1      | 3           | 0          |
| G. Volpe       | 31       | 2       | 2           | 0          | 1            | 0            | 0            | 0            | 32       | 2      | 2           | 0          |
| E. Zampa       | 22       | 0       | 8           | 1          | 1            | 0            | 0            | 0            | 23       | 0      | 8           | 1          |